# Прати, Маттео
Маттео Прати (итал. Matteo Prati; родился 28 декабря 2003 года, Равенна, Италия) — итальянский футболист, полузащитник клуба «Кальяри».

## Клубная карьера
Маттео Прати — воспитанник футбольного клуба «Равенна». За клуб дебютировал в матче против «Самбенедеттезе». Свой первый гол забил в ворота «Серавецца Поцци». Всего за клуб сыграл 38 матчей, где забил 5 мячей и отдал 4 голевых передачи.
27 июля 2022 года перешёл в СПАЛ. Дебютный матч провёл 3 сентября 2022 года в матче против «Бари». В матче против «Читтаделлы» забил свой первый гол за клуб. Всего за клуб провёл 20 встреч, где забил 2 мяча.
17 августа 2023 года за 5 миллионов евро (плюс 2 миллиона бонусами) перешёл в «Кальяри». Этот трансфер стал самой дорогой продажей для клуба из серии C, превзойдя трансфер Валона Бехрами из «Дженоа» в «Лацио» в январе 2006 года за 5,5 миллиона евро и переход Андреа Белотти из «Альбинолеффе» в «Палермо» летом 2013 года. Дебют за клуб состоялся 17 сентября 2023 года в матче 4-го тура Серии A против «Удинезе».

## Карьера в сборной
За сборную Италии до 20 лет сыграл все 7 матчей на чемпионате мира по футболу, где его команда заняла второе место, уступив Уругваю в финале. Всего за сборную провёл 9 встреч.
За молодёжную сборную Италии дебютировал в матче против Латвии.